# Ceroplesis reticulata
Ceroplesis reticulata är en skalbaggsart som beskrevs av Charles Joseph Gahan 1909. Ceroplesis reticulata ingår i släktet Ceroplesis och familjen långhorningar.
Artens utbredningsområde är Kenya. Inga underarter finns listade i Catalogue of Life.